# Ron Francis
Ron Francis (* 1. března 1963, Sault Ste. Marie, Kanada) je bývalý kanadský hokejista. V National Hockey League odehrál 23 sezón a v historickém pořadí produktivity NHL patří k nejlepším hráčům. U příležitosti 100. výročí NHL byl v lednu 2017 vybrán jako jeden ze sta nejlepších hráčů historie ligy. V současnosti je generálním manažerem týmu Seattle Kraken.

## Kariéra

### Klubová kariéra
Byl draftován v roce 1981 Harford Whalers, kde později dělal kapitána. V podprůměrném týmu dokázal zazářit a překonal i hranici 100 bodů v sezóně, tým se však většinou nedostal do play-off nebo z něj vypadl hned v prvním kole. V roce 1990 byl vyměněn do Pittsburgh Penguins, kde hrál na pozici centra druhého útoku za formací Maria Lemieuxe. Přispěl k zisku dvou Stanley Cupů – v letech 1991 a 1992. Také v Pittsburghu byl v sezonách 1994/95 a 1997/98 kapitánem. Po sezoně 1997/1998 se vrátil do klubu, kde v NHL začínal; klub se však mezitím přestěhoval z Hartfordu do Raleigh, kde působí jako Carolina Hurricanes. Rovněž zde dělal kapitána. V sezóně 2001/2002 dovedl tým senzačně až do finále Stanley Cupu, kde Hurricanes podlehli Detroitu Red Wings. Naposledy hrál v sezoně 2003/04 krátce v Toronto Maple Leafs. Oficiálně oznámil konec kariéry před sezónou 2005/2006.
Později působil jako asistent trenéra v týmu Carolina Hurricanes.

## Úspěchy a ocenění
- držitel Frank J. Selke Trophy v roce 1995
- držitel Lady Byng Memorial Trophy v letech 1995, 1998 a 2002
- držitel King Clancy Memorial Trophy 2002
- účast v NHL All-Star Game v letech 1983, 1985, 1990 a 1996
- uveden do hokejové Síně slávy v roce 2007

## Prvenství
- Debut v NHL - 14. listopadu 1981 (Hartford Whalers proti Washington Capitals)
- První gól v NHL - 18. listopadu 1981 (Hartford Whalers proti Toronto Maple Leafs, brankáři kanadskému Vincent Tremblay)
- První asistence v NHL - 18. listopadu 1981 (Hartford Whalers proti Toronto Maple Leafs)
- První hattrick v NHL - 6. března 1983 (Hartford Whalers proti Quebec Nordiques)

## Rekordy a další pozoruhodné výkony
- pátý v historickém bodování NHL se 1798 body (před ním jsou jen Gordie Howe, Mark Messier, Jaromír Jágr a legendární Wayne Gretzky)
- druhý v historickém pořadí podle počtu asistencí (1249)
- pátý v historickém pořadí podle počtu odehraných utkání (1731)

Klubové rekordy Hartford Whalers/Carolina Hurricanes
- nejvíce gólů, asistencí, bodů i utkání v historii klubu

## Klubové statistiky
| Sezóna     | Klub                        | Soutěž     |      | Základní část | Základní část | Základní část | Základní část | Základní část |    | Play off | Play off | Play off | Play off | Play off |
| Sezóna     | Klub                        | Soutěž     | Z    | G             | A             | B             | TM            | Z             | G  | A        | B        | TM       |          |          |
| 1980–81    | Sault Ste. Marie Greyhounds | OHL        | 64   | 26            | 43            | 69            | 33            | 19            | 7  | 8        | 15       | 34       |          |          |
| 1981–82    | Sault Ste. Marie Greyhounds | OHL        | 25   | 18            | 30            | 48            | 46            | —             | —  | —        | —        | —        |          |          |
| 1981–82    | Hartford Whalers            | NHL        | 59   | 25            | 43            | 68            | 51            | —             | —  | —        | —        | —        |          |          |
| 1982–83    | Hartford Whalers            | NHL        | 79   | 31            | 59            | 90            | 60            | —             | —  | —        | —        | —        |          |          |
| 1983–84    | Hartford Whalers            | NHL        | 72   | 23            | 60            | 83            | 45            | —             | —  | —        | —        | —        |          |          |
| 1984–85    | Hartford Whalers            | NHL        | 80   | 24            | 57            | 81            | 66            | —             | —  | —        | —        | —        |          |          |
| 1985–86    | Hartford Whalers            | NHL        | 53   | 24            | 53            | 77            | 24            | —             | —  | —        | —        | —        |          |          |
| 1986–87    | Hartford Whalers            | NHL        | 75   | 30            | 63            | 93            | 45            | 6             | 2  | 2        | 4        | 6        |          |          |
| 1987–88    | Hartford Whalers            | NHL        | 80   | 25            | 50            | 75            | 87            | 6             | 2  | 5        | 7        | 2        |          |          |
| 1988–89    | Hartford Whalers            | NHL        | 69   | 29            | 48            | 77            | 36            | 4             | 0  | 2        | 2        | 0        |          |          |
| 1989–90    | Hartford Whalers            | NHL        | 80   | 32            | 69            | 101           | 73            | 7             | 3  | 3        | 6        | 8        |          |          |
| 1990–91    | Hartford Whalers            | NHL        | 67   | 21            | 55            | 76            | 51            | —             | —  | —        | —        | —        |          |          |
| 1990–91    | Pittsburgh Penguins         | NHL        | 14   | 2             | 9             | 11            | 21            | 24            | 7  | 10       | 17       | 24       |          |          |
| 1991–92    | Pittsburgh Penguins         | NHL        | 70   | 21            | 33            | 54            | 30            | 21            | 8  | 19       | 27       | 6        |          |          |
| 1992–93    | Pittsburgh Penguins         | NHL        | 84   | 24            | 76            | 100           | 68            | 12            | 6  | 11       | 17       | 19       |          |          |
| 1993–94    | Pittsburgh Penguins         | NHL        | 82   | 27            | 66            | 93            | 62            | 6             | 0  | 2        | 2        | 6        |          |          |
| 1994–95    | Pittsburgh Penguins         | NHL        | 44   | 11            | 48            | 59            | 18            | 12            | 6  | 13       | 19       | 4        |          |          |
| 1995–96    | Pittsburgh Penguins         | NHL        | 77   | 27            | 92            | 119           | 56            | 11            | 3  | 6        | 9        | 4        |          |          |
| 1996–97    | Pittsburgh Penguins         | NHL        | 81   | 27            | 63            | 90            | 20            | 5             | 1  | 2        | 3        | 2        |          |          |
| 1997–98    | Pittsburgh Penguins         | NHL        | 81   | 25            | 62            | 87            | 20            | 6             | 1  | 5        | 6        | 2        |          |          |
| 1998–99    | Carolina Hurricanes         | NHL        | 82   | 21            | 31            | 52            | 34            | 3             | 0  | 1        | 1        | 0        |          |          |
| 1999–00    | Carolina Hurricanes         | NHL        | 78   | 23            | 50            | 73            | 18            | —             | —  | —        | —        | —        |          |          |
| 2000–01    | Carolina Hurricanes         | NHL        | 82   | 15            | 50            | 65            | 32            | 3             | 0  | 0        | 0        | 0        |          |          |
| 2001–02    | Carolina Hurricanes         | NHL        | 80   | 27            | 50            | 77            | 18            | 23            | 6  | 10       | 16       | 6        |          |          |
| 2002–03    | Carolina Hurricanes         | NHL        | 82   | 22            | 35            | 57            | 30            | —             | —  | —        | —        | —        |          |          |
| 2003–04    | Carolina Hurricanes         | NHL        | 68   | 10            | 20            | 30            | 14            | —             | —  | —        | —        | —        |          |          |
| 2003–04    | Toronto Maple Leafs         | NHL        | 12   | 3             | 7             | 10            | 0             | 12            | 0  | 4        | 4        | 2        |          |          |
| NHL celkem | NHL celkem                  | NHL celkem | 1731 | 549           | 1249          | 1798          | 979           | 171           | 46 | 97       | 143      | 95       |          |          |

## Reprezentace
| Rok                       | Tým                       | Soutěž                    | Z  | G | A | B | TM |
| ------------------------- | ------------------------- | ------------------------- | -- | - | - | - | -- |
| 1985                      | Kanada                    | MS                        | 10 | 2 | 5 | 7 | 2  |
| Seniorská kariéra celkově | Seniorská kariéra celkově | Seniorská kariéra celkově | 10 | 2 | 5 | 7 | 2  |